# Sancerre
Sancerre er en middelalderby i det centrale Frankrig på en bakketop på 366 m.
Byen består af et edderkoppespind af snoede gader med mange bygninger fra middelalderen.
Området er kendt for sine tørre hvide vine og en ubetydelig rødvinsproduktion, som er baseret på Pinot Noir-druen samt fremstilling af gedeost.